# Émile Delahaye

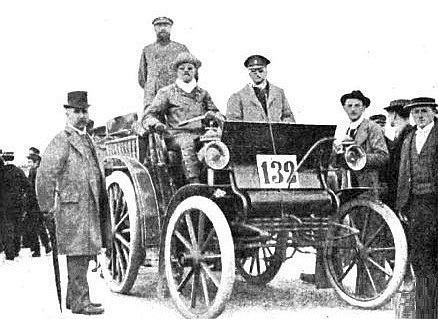
Émile Delahaye (izquierda), y Daniel Courtois con un Delahaye en la prueba Paris-Dieppe de 1897

Émile Delahaye (16 de octubre de 1843 - 1 de junio de 1905) fue un ingeniero y pionero del automóvil francés, fundador de la marca de coches Delahaye en 1895.

## Semblanza
Delahaye nació en 1843 en Tours. Era hijo de Pierre-Auguste Delahaye (un maestro tapicero) y de Euphrasie Clément. En 1859 ingresó en la Escuela Imperial de Artes y Oficios de Angers, culminando brillantemente sus estudios en 1863.
Comenzó su carrera primero como delineante, luego como ingeniero y más adelante como ingeniero jefe en la empresa de equipos ferroviarios belga "Cail & Cie".
Durante la guerra franco-prusiana fue ingeniero delegado de la "Comisión Regional de Artillería del Noroeste".
En 1878 asumió la gestión de una fábrica de herramientas agrícolas y de maquinaria para fábricas de tejas y de ladrillos, propiedad de Louis-Julien Brethon, a quien sucedió en 1879. Desarrolló la compañía considerablemente, creando un departamento de máquinas de vapor, de motores a gas y posteriormente alimentados con petróleo. En 1888 desarrolló un motor de combustión interna para barcos por el que ganó medallas de oro y plata en la Exposición Universal de París (1889).
A partir de 1894, decidió iniciar la construcción de automóviles en el número 34 de la rue du Gazomètre de la ciudad de Tours y fabricó el Delahaye Tipo 1 (el primer automóvil, con chasis, carrocería y motor 100% franceses) en la época en la que Panhard y Peugeot comercializaban automóviles basados en los motores de gasolina Benz o Daimler.
Delahaye se dedicó personalmente a promocionar sus coches, conduciendo su Tipo 1 de 2 cilindros y 6 caballos en carreras, a velocidades promedio de casi 25 km/h: en 1896 finalizó el décimo en la prueba París-Marsella-París.
En 1898, basándose en su éxito y crecimiento, fundó una nueva fábrica en París, en el número 10 de la rue du Banquier, con Léon Desmarais y Georges Morane como socios.
En 1900 se unió a la comisión organizadora de las competiciones en el ámbito del Automovilismo dentro de los Deportes de la Exposición Universal de 1900, no reconocido oficialmente por el Comité Olímpico durante el año de los Juegos Olímpicos de París 1900.
El 31 de enero de 1901, como resultado de problemas de salud, sus dos compañeros, Desmarais y Morane lo suceden en la dirección de la empresa. Se retiró a su propiedad "La Roche fleurie" en Vouvray, junto a Tours. Falleció en 1905 en Saint-Raphaël (Var), y está enterrado en Vouvray.